# Chiesa di Santa Maria Assunta (Torello)
La chiesa di Santa Maria Assunta è un edificio religioso tardoromanico che si trova in località Torello, a Carona, quartiere di Lugano.

## Storia
La chiesa originale è del XII secolo ed è tuttora visibile accanto a quella attuale, la cui costruzione iniziò nel 1217, per volontà di Guglielmo della Torre, e si concluse nel Trecento. Alla chiesa era annesso un convento di agostiniani, che però venne soppresso nel 1389. 

## Descrizione
Le strutture principali del complesso sono realizzate con il porfido rosa alpino, la pietra caratteristica della regione Luganese. La sua costruzione rappresenta uno dei più antichi esempi ancora visibili dell'impiego di questa pietra in architettura.
L'edificio, impostato su a navata unica terminante in un coro a pianta quadrangolare, conserva lacerti di affresco risalenti al XIII secolo. Non lontano dall'attuale coro si trova un'abside semicircolare, residuo di una cappella databile ai secoli X-XI.